# Jim Cutlass
Jim Cutlass is een Franse westernstrip, bedacht door Jean-Michel Charlier en Jean Giraud, getekend door Jean Giraud en Christian Rossi. De verhalen zijn geschreven door Charlier en Giraud. Jim Cutlass verscheen eerst als een afgerond kortverhaal voor een westernspecial van het stripblad Pilote. Door het koppel Giraud en Charlier werd dit later uitgewerkt naar een albumwaardig verhaal dat in het Nederlands taalgebied verscheen bij uitgeverij Oberon. Tien jaar later kreeg de strip een tweede leven met Rossi als tekenaar. Na de dood van Charlier in 1989 schreef Giraud de scenario's van de vervolgverhalen. In totaal beslaat de reeks zeven delen. Met uitzondering van het eerste deel dat bij Oberon verscheen werden de albums uitgebracht door uitgeverij Casterman .

## Verhaal
Jim Cutlass is een voormalig Noordelijk officier die na de Amerikaanse Burgeroorlog een katoenplantage in het zuiden erft. Hij is tegen slavenhandel en moet het aldaar opnemen tegen onder meer de Ku Klux Klan die de plantage van zijn nichtje bedreigt. Ook heeft hij te maken met zwarte extremisten die de blanken willen uitroeien, en er zijn heksen, en zombies... Er zijn parallellen te trekken met de andere westernreeks van Giraud, Blueberry. Cutlass werkt zich net als Blueberry zo nu en dan flink in de nesten.

## Albums
| Nummer | Titel                    | Verschenen |
| ------ | ------------------------ | ---------- |
| 1      | Mississippi River        | 1980, 1991 |
| 2      | De man van New Orleans   | 1991       |
| 3      | De witte alligator       | 1993       |
| 4      | Storm over het zuiden    | 1995       |
| 5      | Tot de nek               | 1997       |
| 6      | Colts, spoken en zombies | 1999       |
| 7      | De donkere nacht         | 1999       |